# Maratón de Londres de 2024
La Maratón de Londres de 2024 es una prueba deportiva que se celebró en la capital inglesa el 21 de junio de 2024. Fue la cuadragésima cuarta edición de la Maratón de Londres, que se organizó por primera vez en 1981.

## Resultados
Tan solo se muestran los diez primeros clasificados de cada modalidad.

### Masculina
| Posición          | Corredor            | Nacionalidad   | Tiempo   |
| ----------------- | ------------------- | -------------- | -------- |
| Medalla de oro    | Alexander Mutiso    | Kenia          | 02:04:01 |
| Medalla de plata  | Kenenisa Bekele     | Etiopía        | 02:04:15 |
| Medalla de bronce | Emile Cairess       | Reino Unido    | 02:06:46 |
| 4                 | Mahamed Mahamed     | Reino Unido    | 02:07:05 |
| 5                 | Hassan Chahdi       | Francia        | 02:07:30 |
| 6                 | Henok Tesfay        | Eritrea        | 02:09:22 |
| 7                 | Hendrik Pfeiffer    | Alemania       | 02:10:00 |
| 8                 | Kinde Atanaw        | Etiopía        | 02:10:03 |
| 9                 | Johannes Motschmann | Alemania       | 02:10:39 |
| 10                | Brian Shrader       | Estados Unidos | 02:10:50 |

### Femenina
| Posición          | Corredora           | Nacionalidad | Tiempo   |
| ----------------- | ------------------- | ------------ | -------- |
| Medalla de oro    | Peres Jepchirchir   | Kenia        | 02:16:16 |
| Medalla de plata  | Tigst Assefa        | Etiopía      | 02:16:23 |
| Medalla de bronce | Joyciline Jepkosgei | Kenia        | 02:16:24 |
| 4                 | Megertu Alemu       | Etiopía      | 02:16:34 |
| 5                 | Brigid Kosgei       | Kenia        | 02:19:02 |
| 6                 | Sheila Chepkirui    | Kenia        | 02:19:31 |
| 7                 | Tigist Ketema       | Etiopía      | 02:23:21 |
| 8                 | Yalemzerf Yehualaw  | Etiopía      | 02:23:26 |
| 9                 | Ruth Chepngetich    | Kenia        | 02:24:36 |
| 10                | Tsige Haileslase    | Etiopía      | 02:25:03 |

### Masculina en silla de ruedas
| Posición          | Corredor         | Nacionalidad   | Tiempo   |
| ----------------- | ---------------- | -------------- | -------- |
| Medalla de oro    | Marcel Hug       | Suiza          | 01:28:35 |
| Medalla de plata  | Daniel Romanchuk | Estados Unidos | 01:29:06 |
| Medalla de bronce | David Weir       | Reino Unido    | 01:29:58 |
| 4                 | Tomoki Suzuki    | Japón          | 01:30:42 |
| 5                 | Sho Watanabe     | Japón          | 01:30:42 |
| 6                 | Aaron Pike       | Estados Unidos | 01:35:35 |
| 7                 | Geert Schipper   | Países Bajos   | 01:35:36 |
| 8                 | Joshua Cassidy   | Canadá         | 01:35:40 |
| 9                 | Evan Correll     | Estados Unidos | 01:36:59 |
| 10                | Johnboy Smith    | Reino Unido    | 01:37:00 |

### Femenina en silla de ruedas
| Posición          | Corredora           | Nacionalidad   | Tiempo   |
| ----------------- | ------------------- | -------------- | -------- |
| Medalla de oro    | Catherine Debrunner | Suiza          | 01:38:54 |
| Medalla de plata  | Manuela Schär       | Suiza          | 01:45:00 |
| Medalla de bronce | Tatyana McFadden    | Estados Unidos | 01:45:51 |
| 4                 | Madison de Rozario  | Australia      | 01:45:54 |
| 5                 | Wakako Tsuchida     | Japón          | 01:50:18 |
| 6                 | Eden Rainbow-Cooper | Reino Unido    | 01:50:39 |
| 7                 | Patricia Eachus     | Suiza          | 01:50:43 |
| 8                 | Vanessa de Souza    | Brasil         | 01:50:43 |
| 9                 | Nikita den Boer     | Países Bajos   | 01:50:45 |
| 10                | Jenna Fesemyer      | Estados Unidos | 01:50:45 |